# Ал Симонели Овест (Пиза)
Ал Симонели Овест (итал. Al Simonelli Ovest) је насеље у Италији у округу Пиза, региону Тоскана.
Према процени из 2011. у насељу је живело 45 становника. Насеље се налази на надморској висини од 2 м.